# Balduin Wolff
Pour les articles homonymes, voir Wolff.
Balduin Wolff (né le 15 juillet 1819 et mort le 21 novembre 1907) est un peintre prussien, également joueur d'échecs.

## Biographie
Né à Schmiedeberg en province de Silésie, il fait ses études à Hirschberg, puis à l'Université des Arts de Berlin (Universität der Künste Berlin) et à Düsseldorf (Staatliche Kunstakademie Düsseldorf). Ses peintures sont rattachées à la période romantique allemande.
Joueur d'échecs, il se confronte à Louis Paulsen dans une partie en aveugle à Düsseldorf en 1862. Il atteint un classement « Edo » de 2 530 points en 1899.

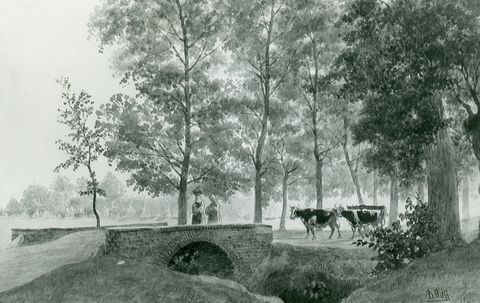
Duesselthal (1865)